# Lecythis poiteaui
Lecythis poiteaui är en tvåhjärtbladig växtart som beskrevs av Otto Karl Berg. Lecythis poiteaui ingår i släktet Lecythis och familjen Lecythidaceae. Inga underarter finns listade i Catalogue of Life.